# Transformationsbereich
Der Transformationsbereich ist derjenige Temperaturbereich, in dem sich das mechanische Verhalten eines bestimmten Glases wesentlich ändert: Die Schmelze tritt bei Glas als amorphem Material nicht bei einer bestimmten wohldefinierten Temperatur auf, vielmehr ändert sich die Viskosität allmählich, wobei vier glasbläsertechnisch wichtige Punkte auf der Temperatur-Skala unterschieden werden, die durch den dekadischen Logarithmus (log10(η) bzw. lg(η)) der Viskosität η (gemessen in 1 dPa·s = 1 Poise = 1 P = 0,1 Pa·s) bestimmt sind.

## Grenzen
- untere Entspannungsgrenze  bei lg(η) = 14,5 :

Diese Grenze stellt die höchste Gebrauchstemperatur eines Glasbauteiles dar: Oberhalb dieser Grenztemperatur werden innere mechanische Spannungen allmählich abgebaut und die Eigenschaften dadurch permanent (aber nicht irreversibel) geändert.
- oberer Kühlpunkt bei lg(η) = 13,0 :

Bei dieser Temperatur stellt sich die gewünschte Entspannung schnellstmöglich ein, ohne dass es – auch bei langsamem Abkühlen – bereits zu einer Formänderung des Bauteiles kommt
- Erweichungspunkt bei lg(η) = 7,6 :

Hier beginnt das Glas merklich zu fließen und sich dadurch unter dem Einfluss des Eigengewichtes zu verformen.
- Verarbeitungspunkt bei lg(η) = 4,0 :

Bei dieser Temperatur können die meisten glasbläsertechnischen Prozesse zur Formveränderung optimal durchgeführt werden.
Liegen diese Punkte auf der Temperaturskala dicht zusammen, spricht man von einem kurzen Glas, im entgegengesetzten Fall von einem langen Glas.

Messung von T_{g} mittels Dilatometrie. Die linearen Bereiche oberhalb und unterhalb T_{g} sind grün markiert. T_{g} ist die Temperatur am Schnittpunkt der rot gezeichneten Regressionsgeraden.

Messung von T_{g} mittels DSC. T_{g} ist die Temperatur bei Punkt A.

## Transformationspunkt
Im Gegensatz zur Viskosität ändert sich die Wärmeausdehnung bei einigen Gläsern in einem vergleichsweise engen Temperaturbereich plötzlich, den man als Transformationspunkt Tg bezeichnet: Oberhalb dieser Temperatur ist die Wärmeausdehnung wesentlich höher als darunter. Diese Charakteristik ist beispielsweise für die Herstellung von Temperglas wesentlich.
Auch die Wärmekapazität steigt am Transformationspunkt sprunghaft an, was meist zur Messung des Transformationspunktes mittels DSC herangezogen wird.
Weiterhin kann die Transformationstemperatur dilatometrisch bestimmt werden.
Der Transformationspunkt ist die Temperatur, bei der das Glas während der Abkühlung aus dem plastischen Bereich in den starren Zustand übergeht. Die Viskosität an diesem Punkt hängt von der Probenpräparation (speziell der Kühlkurve), der Aufheiz- oder Abkühlgeschwindigkeit während der Messung und der chemischen Zusammensetzung ab. In der Regel ist der Transformationspunkt nahe dem oberen Kühlpunkt bei 1013 Poise = 1012 Pa·s. Bei dilatometrischen Messungen sind Aufheizraten von 3 bis 5 K/min üblich, bei DSC-Messungen 10 K/min, wobei die Aufheizrate bei der Messung der Abkühlrate bei der Probenpräparation entsprechen sollte.

## Glasübergang bei Polymeren
Der Glasübergang bei Polymeren ist zu finden unter Glasübergangstemperatur.